# Shīrjeh Kolā
Shīrjeh Kolā (persiska: شيرجه كلا) är en ort i Iran.   Den ligger i provinsen Mazandaran, i den norra delen av landet, 150 km nordost om huvudstaden Teheran. Shīrjeh Kolā ligger 235 meter över havet och antalet invånare är 399.
Terrängen runt Shīrjeh Kolā är huvudsakligen kuperad, men åt nordväst är den platt.Runt Shīrjeh Kolā är det ganska glesbefolkat, med 34 invånare per kvadratkilometer. Närmaste större samhälle är Shahrūd Kolā, 10,6 km norr om Shīrjeh Kolā. I omgivningarna runt Shīrjeh Kolā växer i huvudsak blandskog.